# Little Boy Lost (1953)
Little Boy Lost is een Amerikaanse dramafilm uit 1953 onder regie van George Seaton. Het scenario is gebaseerd op de gelijknamige roman uit 1949 van de Britse auteur Marghanita Laski. Destijds werd de film in Nederland uitgebracht onder de titel Ik zoek mijn kind.

## Verhaal
Tijdens de Tweede Wereldoorlog was Bill Wainwright in Parijs actief als oorlogscorrespondent. Hij trouwde daar met een Frans meisje dat werd later gedood door de nazi's. Na de oorlog keert hij terug om zijn zoon te zoeken, die hij verloor tijdens een bombardement. Hij verneemt daar dat de jongen in een weeshuis verblijft.

## Rolverdeling
| Acteur             | Personage           |
| ------------------ | ------------------- |
| Bing Crosby        | Bill Wainwright     |
| Claude Dauphin     | Pierre Verdier      |
| Christian Fourcade | Jean                |
| Gabrielle Dorziat  | Moeder-overste      |
| Nicole Maurey      | Lisa Garret         |
| Colette Deréal     | Nelly               |
| Georgette Anys     | Mevrouw Quillebœuf  |
| Henri Letondal     | Opsporingsambtenaar |
| Michael Moore      | Attaché             |
| Peter Baldwin      | Luitenant Walker    |